# Micropsectra longitarsis
Micropsectra longitarsis е вид насекомо от разред Двукрили (Diptera), семейство Хирономидни (Chironomidae).. Ендемичен е във Швеция.